# قائمة المقاريب الراديوية

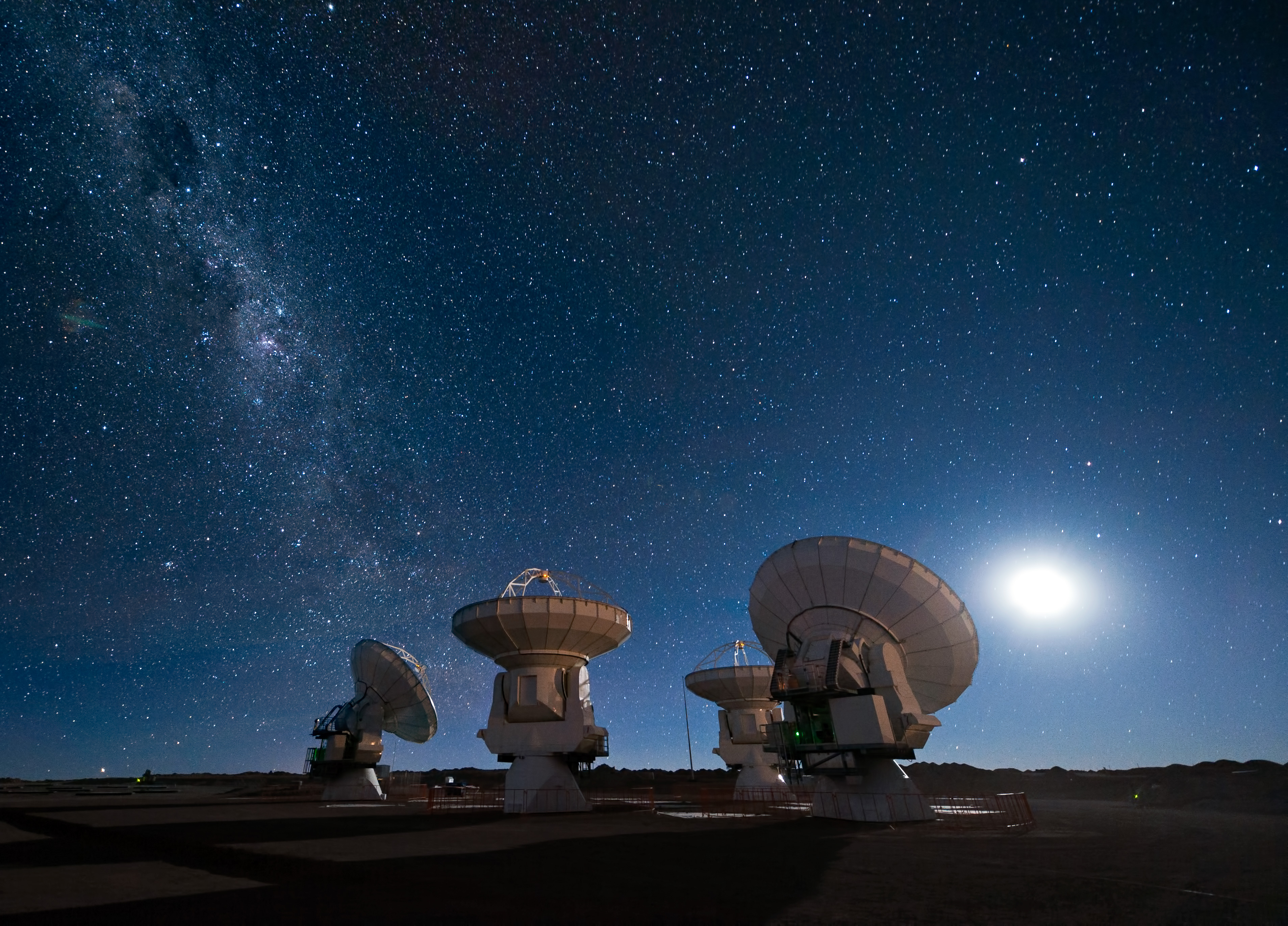
أربعة هوائيات راديوية، في مصفوف مرصد أتاكاما المليمتري الكبير

هذه قائمة المقاريب الراديوية التي استخدمت أو المستخدمة في علم الفلك الراديوي. وتشمل القائمة كلا من الأطباق المفردة ومصفوفات التداخل.

## أفريقيا
| الاسم                                     | الموقع                                                  | نطاق التردد   | ملاحظات                                                             |
| ----------------------------------------- | ------------------------------------------------------- | ------------- | ------------------------------------------------------------------- |
| هارتراو 26م                               | مرصد الفلك الراديوي هارتيبسثوك، جوهانسبرغ، جنوب أفريقيا | 1.66–23 GHz   | هوائي 26متر.                                                        |
| هارتراو (إكس دي إم)                       | مرصد الفلك الراديوي هارتيبسثوك، جوهانسبرغ، جنوب أفريقيا | 2.3-8.65 GHz  | هوائي 15م نموذج معيد تجريبي تم بنائة كمعيد تقني لمصفوفة تلسكوب كارو |
| تلسكوب إندليب الراديوي                    | جامعة ديربان للتكنولوجيا، ديربان، جنوب أفريقيا          | 1420 MHz      | عاكس 5 متر إهليلجي                                                  |
| كات-7                                     | كارنارفون، كيب الشمالية                                 | 1200-1950 MHz | سبعة هوائيات 12 متر.                                                |
| مصفوفة تلسكوب كارو                        | كارنارفون، كيب الشمالية                                 | 0.58-14.5 GHz | 64 طبق (13.5م ). مستكشفة لمشروع مصفوف الكيلومتر المربع.             |
| مصفوفة الدقة لسبر عصر عودة التأين (PAPER) | كارنارفون، كيب الشمالية                                 | 100-200 MHz   | أربعة وستون هوائي متقاطعة ثنائية القطب.                             |
| عصر الهيدروجين لمصفوفة عودة التأين (HERA) | كارنارفون، كيب الشمالية                                 | 50-200 MHz    | قيد التنفيذ - حاليا 19 عاكس مع هوائيات متقاطعة ثنائية القطب .       |
| نطاق-سي مسح كل السماء                     | كارنارفون، كيب الشمالية                                 | 4.5-5.5 GHz   | طبق 7.6 متر مع مفطاب حد خلفي                                        |

## القارة القطبية الجنوبية
| الاسم                               | الموقع                          | نطاق التردد | ملاحظات                                                                   |
| ----------------------------------- | ------------------------------- | ----------- | ------------------------------------------------------------------------- |
| مقياس تداخل مستوى درجة زاوية (DASI) | أموندسن-سكوت محطة القطب الجنوبي | 26–36 GHz   | كان مقياس تداخل مكون من 13 عنصر يعمل بين 26 و 36 غيغا هرتز نطاق موجي Ka . |
| مرصد القطب الجنوبي (SPT)            | أموندسن-سكوت محطة القطب الجنوبي | 95–350 GHz  | تلسكوب ميكروويف 10متر- .                                                  |

## آسيا
| الاسم                                    | الموقع                         | نطاق التردد      |
| ---------------------------------------- | ------------------------------ | ---------------- |
| Delingha 13.7 m                          | ديلينجا، تشينغهاي، الصين       | 85–115 GHz       |
| Sheshan                                  | شنغهاي، الصين                  | 1660 MHz         |
| Nanshan 25m                              | أورومتشي، الصين                | 1.4–18 GHz       |
| تلسكوب هيكل بريميفال (PaST)              | شينجيانغ، الصين                | 50-200 MHz       |
| Chinese Spectral Radio Heliograph (CSRH) | منغوليا الداخلية، الصين        | 0.4–15 GHz       |
| Miyun Synthesis Radio Telescope (MSRT)   | ميون، الصين                    | 232 MHz          |
| Miyun 50m Radio Telescope                | ميون، الصين                    | 2–12 GHz         |
| Kunming 40m Radio Telescope              | كونمينغ، الصين                 | 2–12 GHz         |
| Sheshan 65m Radio Telescope              | شنغهاي، الصين                  |                  |
| Giant Metrewave Radio Telescope (GMRT)   | بونه, الهند                    | 50-1420 MHz      |
| Ooty Radio Telescope (ORT)               | أوتي، الهند                    | 326.5 MHz        |
| Gauribidanur Radio Observatory,          | غوريبيدانور، الهند             | 40-150 MHz       |
| Nobeyama radio observatory               | ناغانو, اليابان                | 17–34 GHz        |
| Siberian Solar Radio Telescope (SSRT)    | باداري، بورياتيا، روسيا        | 5.7 GHz          |
| Badary Radio Astronomical Observatory    | باداري، بورياتيا، روسيا        | 1.4–22 GHz       |
| Galenki RT-70 radio telescope            | غاليونكي (أوسورييسك), روسيا    | 5–300 GHz        |
| Suffa RT-70 radio telescope              | هضبة سوفا، أوزبكستان           | 5–300 GHz        |
| فاست (تلسكوب) (FAST)                     | قويتشو، الصين                  | 70 MHz-3000 MHz  |
| Qitai Radio Telescope                    | مقاطعة تشيتاى، شينجيانغ، الصين | 300 MHz–117 GHz. |

## أستراليا
| الاسم                                   | الموقع                                                 | نطاق التردد   | ملاحظات |
| --------------------------------------- | ------------------------------------------------------ | ------------- | --- |
| مصفوفة الطلائع الأسترالية (ASKAP)       | مرصد مورشيسون لعلم الفلك الراديوي، أستراليا الغربية    | 700-1800 MHz  | ASKAP, تم بناءة بواسطة هيئة البحوث الأسترالية بدأ بنائه في أواخر عام 2009 وانتهى بنائه في عام 2012.                           |
| مصفوفة مقراب أستراليا المدمج (ATCA)     | مرصد بول البري، نارابري، نيوساوث ويلز                  | 0.3–110 GHz   | طبق 6x22متر تديرة هيئة البحوث الأسترالية جزء من (دائرة تليسكوب أستراليا الوطني ).                                             |
| مجمع كانبيرا للاتصالات الفضائية (CDSCC) | محمية تيدبينبيلا، مقاطعة العاصمة الأسترالية            |               | طبق 1x70م، وأطباق 2x34م تحت إدارة هيئة البحوث الأسترالية بالنيابة عن وكالة ناسا.                                              |
| مرصد سيدونا الراديو                     | مقاطعة كيندونا، جنوب أستراليا                          | 1.2–23 GHz    | طبق 30م تحت إدارة جامعة تسمانيا                                                                                               |
| مرصد موست (مرصد مولونغلو)               | مولونغلو (بالقرب من كانبرا، مقاطعة العاصمة الأسترالية) | 600-1200 MHz  | يشغل من قبل كلية الفيزياء في جامعة سيدني. الذراع الشرقي الغربي لتلسكوب مولونغلو ، طولة حوالي 1.6 كم . يعمل في 843 ميغاهيرتز.  |
| مقراب موبرا الراديوي                    | مرصد موبرا، على مقربة من، كونبارابران, نيوساوث ويلز    | 0.3 – 100 GHz | طبق 22 متر تديرة هيئة البحوث الأسترالية جزء من (دائرة تليسكوب أستراليا الوطني ).                                              |
| مرصد ماونت بليزانت الراديوي             | هوبارت، تاسمانيا                                       | 1.2–23 GHz    | مقراب 26متر, تديره جامعة تسمانيا                                                                                              |
| مصفوفة مورشيسون (MWA)                   | مرصد مورشيسون لعلم الفلك الراديوي, أستراليا الغربية    | 80-300 MHz    | ثابت 128 مصفوفة من 16 هوائي مزدوج الاستقطاب تغطي 80-300 ميغاهرتز مع مجال الرؤية يقارب 30 درجة باستخدام شعاع إلكتروني التشكيل  |
| تليسكوب باركيس الراديوي                 | مرصد باركيس , نيوساوث ويلز                             |               | مقراب 64متر (ثاني أكبر طبق متحرك في نصف الكرة الجنوبي), تديرة هيئة البحوث الأسترالية جزء من (دائرة تليسكوب أستراليا الوطني ). |

## أوروبا
| الاسم                                                                                 | الموقع                                                                                          | نطاق التردد        |
| ------------------------------------------------------------------------------------- | ----------------------------------------------------------------------------------------------- | ------------------ |
| Effelsberg 100-m Radio Telescope                                                      | Bad Münstereifel-Effelsberg near بون, Germany                                                   | 395 MHz and 95 GHz |
| Ukrainian T-shaped Radio telescope, second modification (UTR-2)                       | Grakovo, خاركيف، أوكرانيا                                                                       | 8–40 MHz           |
| تلسكوب لافيل                                                                          | مرصد بنك جورديل، تشيشير, England                                                                |                    |
| Yevpatoria RT-70 radio telescope                                                      | former soviet Center for deep space communications, إيفباتوريا، القرم                           | 5–300 GHz          |
| مرصد راتان الراديوي                                                                   | زيلينتشوكسكايا (كاراكاج-سيركيسيجا), Russia                                                      | 0.61–30 GHz        |
| RT-64 (TNA-1500)                                                                      | كاليازين, Russia                                                                                | 5.86 GHz           |
| RT-64 (TNA-1500)                                                                      | Medvezhji Ozera (Bear Lakes), Russia                                                            | 5.86 GHz           |
| RT-22                                                                                 | بوشتشينو, Russia                                                                                |                    |
| DKR-1000                                                                              | بوشتشينو, Russia                                                                                |                    |
| BSA                                                                                   | بوشتشينو, Russia                                                                                |                    |
| Radioastronomical Observatory زيلينتشوكسكايا (كاراكاج-سيركيسيجا)                      | Karachaevo-Cherkessiya, Russia                                                                  | 1.4–22 GHz         |
| Svetloe Radio Astronomical Observatory                                                | Svetloe, Karelia, Russia                                                                        | 1.4–22 GHz         |
| RT-7.5 (جامعة موسكو التكنولوجية radio telescope)                                      | محافظة موسكو, Russia                                                                            |                    |
| Yebes RT 40 m                                                                         | Spanish National Observatory، Yebes، غوادالاخارا (مقاطعة), Spain                                |                    |
| Toruń RT4 32 m                                                                        | Toruń Centre for Astronomy، تورون, Poland                                                       |                    |
| RT-32                                                                                 | Ventspils International Radio Astronomy Center، Irbene، لاتفيا                                  |                    |
| Northern Cross Radio Telescope                                                        | Medicina Radio Observatory، ميديتشينا، بولونيا (إيطاليا), Italy                                 | 408 MHz            |
| 32 m VLBI dish                                                                        | Medicina Radio Observatory، ميديتشينا، بولونيا (إيطاليا), Italy                                 | 1.4–43 GHz         |
| 32 m VLBI dish                                                                        | Noto Radio Observatory، نوتو, Italy,                                                            | 0.3–86 GHz         |
| MERLIN (Multi-Element Radio Linked Interferometer Network)                            | United Kingdom                                                                                  |                    |
| EAARO - East Anglian Amateur Radio Observatory                                        | كامبريدجشير, England                                                                            | 0–11 GHz           |
| TNA-400                                                                               | Center for deep space communications, سيمفروبول، القرم                                          |                    |
| IRAM - 30m                                                                            | فيليتا, in غرناطة, Spain                                                                        |                    |
| Mark II                                                                               | مرصد بنك جورديل، تشيشير, England                                                                |                    |
| Stockert                                                                              | Bad Münstereifel-Eschweiler near بون, Germany                                                   |                    |
| Toruń RT3 15 m                                                                        | Toruń Centre for Astronomy، تورون, Poland                                                       |                    |
| Westerbork Synthesis Radio Telescope (WSRT)                                           | Westerbork, Netherlands                                                                         |                    |
| 25 m telescope                                                                        | Onsala Space Observatory، Onsala, Sweden                                                        |                    |
| Dwingeloo (CAMRAS)                                                                    | دفينجيلو, Netherlands                                                                           |                    |
| 22 m telescope                                                                        | Simeiz Observatory، Simeiz، القرم                                                               |                    |
| 20 m telescope                                                                        | Onsala Space Observatory، Onsala, Sweden                                                        |                    |
| بلوتون                                                                                | Center for deep space communications, إيفباتوريا، القرم                                         |                    |
| RT-16                                                                                 | Ventspils International Radio Astronomy Center، Irbene، لاتفيا                                  |                    |
| KAIRA                                                                                 | Kilpisjärvi، Enontekiö, Finland                                                                 |                    |
| Metsähovi Radio Observatory                                                           | Kylmälä، كيركونومي, Finland                                                                     | 2–150 GHz          |
| Ryle Telescope                                                                        | مرصد مولارد الراديوي، كامبريدج, England                                                         |                    |
| Erciyes University Radio Observatory                                                  | قيصرية (تركية)، تركيا                                                                           |                    |
| Wurzburg v2.0 LAB/OASU (Bordeaux Observatory radio telescope)                         | Floirac, Gironde, France                                                                        | 1.4-1.7 GHz        |
| European VLBI Network (EVN)                                                           | Distributed across Europe with members in China, South Africa and the USA                       |                    |
| Plateau de Bure Interferometer                                                        | Plateau de Bure, غرونوبل, France                                                                |                    |
| Northern Extended Millimeter Array                                                    | France                                                                                          |                    |
| Nançay Radio Telescope (NRT)                                                          | Nançay, France                                                                                  |                    |
| Nançay Decameter Array (DAM)                                                          | Nançay, France                                                                                  | 10-100 MHz]        |
| Nançay Radio Heliographe (NRH)                                                        | Nançay, France                                                                                  | 150-450 MHz        |
| ALLBIN (Amateur Linked Long Baseline Interferometer Network)                          | Germany                                                                                         |                    |
| LOFAR (LOw Frequency ARray)                                                           | Netherlands, Germany, Great Britain, France, Sweden, Poland; in future possibly other countries | 10-240 MHz         |
| Arcminute Microkelvin Imager                                                          | مرصد مولارد الراديوي، كامبريدج, England                                                         |                    |
| The European Radio Astronomy Club Telescope and Development Facility (ERAC Telescope) | مانهايم, Germany                                                                                |                    |
| ERAC Phased Array                                                                     | The European Radio Astronomy Club، ألزاس, France                                                |                    |
| ERAC Phased Array                                                                     | The European Radio Astronomy Club، لوثيان الشرقية، اسكتلندا                                     |                    |
| 64m Sardinia Radio Telescope                                                          | سان باسيليو، سردينيا                                                                            |                    |
| ROT-54/2.6                                                                            | آراغاتس (آراغاتسوتن)، أرمينيا, near يريفان                                                      | 1.5–300 GHz        |

## أمريكا الشمالية
| الاسم                                                         | الموقع                                                                                                 | نطاق التردد    | ملاحظات |
| ------------------------------------------------------------- | --- | -------------- | --- |
| مقراب ألغونكين الراديوي                                       | مرصد ألغونكوين الراديوي ،متنزه ألغونكين، أونتاريو، كندا                                                |                | هوائي 46 متر قابل للتوجيه تديره توث التكنولوجيا, أكبر تلسكوب راديوي في كندا. |
| مصفوفة مقراب ألين                                             | مرصد هات كريك الراديو، على بعد 290 ميلا (470 كم) شمال شرق سان فرانسيسكو، كاليفورنيا. الولايات المتحدة  | 0.5-11.5 GHz   | 42 هوائي مكافئ- 6متر جهد مشترك بين معهد سيتي ومختبر علم الفلك الراديوي. |
| ARO 12m Radio Telescope                                       | مرصد قمة كت الوطني، توسان (أريزونا)، أريزونا, USA                                                      |                | Previously operated by the NRAO, this telescope is currently operated by the جامعة أريزونا Arizona Radio Observatory, part of مرصد ستيوارد. |
| C-BASS North                                                  | Owens Valley Radio Observatory، بيغ بين، كاليفورنيا, USA                                               | 4.5-5.5 GHz    | 6.1 metre dish with polarimeter back end |
| Canadian Hydrogen Intensity Mapping Experiment (CHIME)        | Dominion Radio Astrophysical Observatory، Okanagan Falls، كولومبيا البريطانية, Canada                  | 400 - 800 MHz  | A novel drift scan telescope, which will consist of five 100 x 20 متر cylinders, with an array of radio receivers along the focus. Will map the خط هيدروجين of neutral hydrogen over the cosmological انزياح أحمر range of 0.8 to 2.5. Currently operating a pathfinder telescope with two half-length (40 x 20 meter) cylinders.                                                 |
| مصفوف البحوث الفلكية المجمع في حيز الموجات المليمترية (CARMA) | Owens Valley Radio Observatory، بيغ بين، كاليفورنيا, USA                                               | 75–345 GHz     | Heterogeneous قياس التداخل array composed of 6 10-m elements, 9 6-m elements, and 8 3.5-m elements covering frequencies ranging from 27–36 GHz, 80–115 GHz, and 215–265 GHz. Operated by joint agreements between Radio Astronomy Laboratory جامعة كاليفورنيا (بركلي)، معهد كاليفورنيا للتقنية، جامعة ميريلاند (كوليج بارك)، جامعة إلينوي في إربانا-شامبين, and the جامعة شيكاغو. |
| Distributed Array Radio Telescope (DART)                      | Embry-Riddle Radio Observatory, Prescott AZ, USA                                                       | 100 – 300 MHz  | Array of three 16-element dual-polarization tiles with electronic beam-forming. Identical to the original MWA design |
| Dominion Radio Astrophysical Observatory                      | Okanagan Falls، كولومبيا البريطانية, Canada                                                            | 408 - 1420 MHz | Synthesis telescope consists of seven 9-متر (30 قدم) هوائي مكافئs, three of which are movable along a 600-metre rail line. |
| Five College Radio Astronomy Observatory (FCRAO)              | أميرست، ماساتشوستس, USA                                                                                |                | Operated by جامعة ماساتشوستس في أمهيرست |
| Goldstone Radio Telescope                                     | Mojave Desert California USA                                                                           |                | One of the most sensitive radars in the world |
| Green Bank Interferometer (GBI)                               | Green Bank، فيرجينيا الغربية, USA                                                                      |                | Three 26 meter (85 ft) radio telescopes operated by NRAO |
| Green Bank Telescope (GBT)                                    | Green Bank، فيرجينيا الغربية, USA                                                                      |                | World's largest 100-متر (330 قدم) fully steerable single-dish radio telescope |
| Green Bank 140 Foot Telescope (140)                           | Green Bank، فيرجينيا الغربية, USA                                                                      |                | 43m equatorial mount single-dish radio telescope |
| Haystack Observatory                                          | Westford، ماساتشوستس, USA                                                                              |                | 37m radome-enclosed 90 GHz radar/radiotelescope; 9m radar for space debris tracking, 46m incoherent scatter radar, 26m L-band deep space tracking radar, 18m radiotelescope used for geodesy. Operated by the معهد ماساتشوستس للتكنولوجيا |
| مقراب هاينريش هرتز دون الميليمتري (SMT)                       | Mount Graham، أريزونا, USA                                                                             |                | 10-meter radio telescope operated by the جامعة أريزونا Arizona Radio Observatory, part of مرصد ستيوارد. |
| Hydrogen Epoch of Reionization Array (HERA)                   | Embry-Riddle Radio Observatory, Prescott AZ, USA                                                       | 100 - 200 MHz  | Single 14-meter reflector used for testing of the main HERA telescope. (Under Construction) |
| Large Millimeter Telescope (LMT)                              | Sierra Negra، ولاية بويبلا, Mexico                                                                     |                | A 50-meter telescope for observations at millimetre wavelengths, the largest single dish instrument operating in this wavelength band. |
| Leuschner Observatory                                         | لافاييتي (كاليفورنيا)، كاليفورنيا, USA                                                                 |                | A 4.5-meter single dish, prototype dish for the مصفوفة مقراب ألين |
| Long Wavelength Array (LWA)                                   | سوكورو (نيومكسيكو)، نيومكسيكو, USA                                                                     | 10-88 MHz      | A telescope composed of 256 crossed-dipole antennas currently under development by the جامعة نيومكسيكو and the معمل أبحاث البحرية الأمريكية |
| Morehead State University 21m.                                | مورهيد (كنتاكي)، كنتاكي, USA                                                                           |                | A 21 m. telescope used for academic research and satellite data retrieval and control. |
| Paul Plishner Radio Astronomy and Space Sciences Center       | Haswell, Kiowa County, Colorado, USA                                                                   |                | An 18-meter telescope under development since 2010 for use by educators in Colorado and others. Sponsored by the Deep Space Exploration Society of Boulder County, Colorado |
| OVRO 40 meter Telescope                                       | Owens Valley Radio Observatory، بيغ بين، كاليفورنيا, USA                                               | 15 GHz         | This cm wavelength telescope operated by معهد كاليفورنيا للتقنية, is currently being used on a نجم زائف متوهج monitoring program at 15 GHz. |
| Peach Mountain Observatory                                    | آن آربر، ميشيغان, USA                                                                                  |                | 26m telescope built in 1958, operated by the جامعة ميشيغان. Currently undergoing renovation. |
| Precision Array for Probing the Epoch of Reionization (PAPER) | Green Bank، فيرجينيا الغربية, USA                                                                      | 100-200 MHz    | Thirty-two crossed-dipole antennas measuring 100-200 MHz |
| Solar monitor, two 1.8 m dishes                               | Dominion Radio Astrophysical Observatory، بينتيكتون (كولومبيا البريطانية)، كولومبيا البريطانية, Canada |                | The first dish here was originally a backup for the Algonquin site, but when the ARO site was later closed its instrument moved to DRAO and became its backup. |
| معهد ستانفورد للأبحاث Antenna Facility                        | بالو ألتو (كاليفورنيا), California, USA                                                                |                | 45.7 m parabolic reflector. Owned by the الحكومة الفيدرالية للولايات المتحدة and constructed by SRI on land leased from جامعة ستانفورد, the Antenna Facility is known locally as "The Dish." |
| Synthesis Telescope, seven-element قياس التداخل               | Dominion Radio Astrophysical Observatory، بينتيكتون (كولومبيا البريطانية)، كولومبيا البريطانية, Canada |                | |
| مصفوفة المراصد الكبيرة (VLA)                                  | سوكورو (نيومكسيكو)، نيومكسيكو, USA                                                                     |                | Array of 27 طبق القمر الصناعي. Part of NRAO. |
| Very Small Array (VSA)                                        | Cogan Station، بنسيلفانيا, USA                                                                         |                | Array of 8 small طبق القمر الصناعي. Part of البحث عن ذكاء خارج الأرض initiative. |
| Very Long Baseline Array (VLBA)                               | سوكورو (نيومكسيكو)، نيومكسيكو USA (operations center)                                                  |                | Array system of 10 radio telescopes; dishes are located at مونا كيا، أوينز فالي، بروستر (واشنطن)، مرصد قمة كت الوطني، Pie Town, New Mexico، لوس ألاموس (نيومكسيكو)، فورت ديويس (تكساس)، نورث ليبرتي، هانكوك (نيوهامشير), and سينت كروا. |
| Two 26 m dishes                                               | Pisgah Astronomical Research Institute (PARI), روسمان، كارولاينا الشمالية, USA                         |                | |

## أمريكا الجنوبية
| الاسم                                                   | الموقع                                                       | نطاق التردد         | ملاحظات |
| ------------------------------------------------------- | ------------------------------------------------------------ | ------------------- | --- |
| Atacama B-Mode Search (ABS)                             | Llano de Chajnantor Observatory، أتاكاما، تشيلي              | 127–163 GHz         | 60 cm telescope located on Cerro Toco and designed to measure the polarization of the إشعاع الخلفية الكونية الميكروي. |
| تلسكوب أتاكاما الكوني (ACT)                             | Llano de Chajnantor Observatory، أتاكاما، تشيلي              |                     | 6 m telescope located on Cerro Toco. |
| مصفوف مرصد أتاكاما المليمتري الكبير (ALMA)              | Llano de Chajnantor Observatory، أتاكاما، تشيلي              |                     | 54 dishes with 12-m diameter and 12 dishes with 7-m diameter, sensitive to wavelengths between أنظمة راديو and الأشعة تحت الحمراء (علم فلك دون المليمتر). |
| تجربة مستكشف أتاكاما (APEX)                             | Llano de Chajnantor Observatory، أتاكاما، تشيلي              |                     | 12 m telescope located at the Chajnantor plateau. |
| Atacama Submillimeter Telescope Experiment (ASTE)       | Llano de Chajnantor Observatory، أتاكاما، تشيلي              |                     | 10 m telescope located at Pampa La Bola. |
| Brazilian Decimetric Array (BDA)                        | Cachoeira Paulista، ساو باولو، البرازيل                      | 1.2-6.0 GHz         | 38-element radio telescope interferometer working in the frequency range of 1.2-6.0 GHz. The final baseline will be 2.27 km in the East-West and 1.17 km in the South directions, respectively. This instrument will obtain radio images from the sun with a spatial resolution ≈4x6 arc seconds. Located in Cachoeira Paulista, São Paulo, Brazil (Latitude 45° 00' 20" West and Longitude 22° 41' 19" South) |
| مصور الأشعة الخلفية الكونية (CBI)                       | Llano de Chajnantor Observatory، أتاكاما، تشيلي              |                     | 13 dishes with 1m diameter located at the Chajnantor plateau. Decommissioned in 2008. |
| Itapetinga Radio Observatory                            | أتيبايا، البرازيل                                            |                     | 13,7 m telescope, operates in the K and Q bands, with cryogenic receivers |
| NANTEN2 Observatory (NANTEN2)                           | Llano de Chajnantor Observatory، أتاكاما، تشيلي              |                     | 4m telescope located at Pampa La Bola. |
| Northeastern Space Radio Observatory                    | Eusébio، البرازيل                                            |                     | 14,2 m telescope |
| POlarization Emission of Millimeter Activity at the Sun | Complejo Astronomico El Leoncito (CASLEO)، سان خوان (محافظة) | 45 and 90 GHz       | Full sun disk patrols with left- and righ-hand circular polarization receivers. |
| تلسكوب قوييت (QUIET)                                    | Llano de Chajnantor Observatory، أتاكاما، تشيلي              |                     | Located at the Chajnantor plateau. |
| Solar Submillimeter Telescope (SST)                     | Complejo Astronomico El Leoncito (CASLEO), سان خوان (محافظة) | 212 GHz and 405 GHz | 1.5 m radome enclosed, single dish عاكس كاسيغرين antenna, with a focal array (4 beams @ 212 GHz, 2 beams @ 405 GHz) of room temperature receivers. |
| Swedish-ESO Submillimetre Telescope (SEST)              | مرصد لاسيلا، أتاكاما، تشيلي                                  |                     | 15 m telescope. Decommissioned in 2003 |

## المحيط الأطلسي
| الاسم                        | الموقع                                     | نطاق التردد | ملاحظات |
| ---------------------------- | ------------------------------------------ | ----------- | --- |
| مصفوف الهوائيات الصغير (VSA) | Observatorio del Teide، جزر الكناري, Spain |             | Array of 14 طبق القمر الصناعي, with two larger source-subtraction طبق القمر الصناعي. Controlled remotely from UK. |
| مرصد أرسيبو                  | أريسيبو، بورتوريكو                         |             | 305 م (1,001 قدم), The world's largest single-dish radio telescope.                                               |

## المحيط الهندي
| الاسم                    | الموقع   | نطاق التردد | ملاحظات |
| ------------------------ | -------- | ----------- | ------- |
| تلسكوب موريشيوس الراديوي | موريشيوس |             |         |

## المحيط الهادي
| الاسم                                      | الموقع                                              | نطاق التردد | ملاحظات |
| ------------------------------------------ | --------------------------------------------------- | ----------- | --- |
| مرصد معهد كاليفورنيا للتقنية دون المليمتري | مرصد مونا كيا، هاواي، الولايات المتحدة الأمريكية    |             | 10.4 م (34 قدم) تلسكوب طول موجي دون المليمتر                                                                                        |
| مقراب جيمس كليرك ماكسويل                   | مرصد مونا كيا، هاواي، الولايات المتحدة الأمريكية    |             | 15-meter submillimetre-wavelength telescope operated by the Joint Astronomy Centre                                                  |
| Submillimeter Array (SMA)                  | مرصد مونا كيا, Hawaii, USA                          |             | Operated jointly by the مرصد سميثسونيان للفيزياء الفلكية and the Academia Sinica Institute of Astronomy and Astrophysics of Taiwan. |
| Warkworth Radio Telescope                  | Warkworth Radio Observatory، Warkworth, New Zealand |             | 12 metre fully steerable dish operated by IRASR, جامعة أوكلاند للتكنولوجيا                                                          |
| Warkworth 2 dish                           | Warkworth Radio Observatory، Warkworth, New Zealand |             | 30 metre fully steerable dish operated by IRASR, AUT University                                                                     |

## الفضائية
| الاسم                                                               | الموقع                                                                           | نطاق التردد | ملاحظات                |
| ------------------------------------------------------------------- | -------------------------------------------------------------------------------- | ----------- | ---------------------- |
| HALCA (Highly Advanced Laboratory for Communications and Astronomy) | Earth orbit with an قبا altitude of 21,400 km and a قبا altitude of 560 km.      |             | Ceased operations 2005 |
| زوند 3                                                              | Russian spacecraft carrying a radio telescope                                    |             | Ceased operations 1966 |
| سبيكتر-آر or RadioAstron                                            | 10 meter radio telescope in a highly elliptical earth orbit. Launched July 2011. |             |                        |

## تحت الإنشاء أو منشأة مخطط لها
| الاسم                                          | الموقع                                                                        | نطاق التردد  | ملاحظات |
| ---------------------------------------------- | ----------------------------------------------------------------------------- | ------------ | --- |
| EAARO - East Anglian Amateur Radio Observatory | كامبريدجشير, England                                                          | 0–11 GHz     | A scientific and educational charitable company currently constructing an Amateur Radio Observatory and Ground Station in Cambridgeshire |
| Large Latin American Millimeter Array (LLAMA)  | Alto Chorrillos, near San Antonio de los Cobres، سالتا (الأرجنتين)، الأرجنتين | 45 – 900 GHz | 12 m single dish, VLBI, in construction, expected to start operations in 2017 |
| Qitai 110m Radio Telescope (QTT)               | Xinjiang, China                                                               | 0.3–117 GHz  | Planned world’s largest fully steerable single-dish radio telescope with a diameter of 110 meters. Operates at 300 MHz to 117 GHz. Construction of the telescope is planned to start in 2013 and completed within 5 years. نسخة محفوظة 24 ديسمبر 2013 على موقع واي باك مشين. نسخة محفوظة 25 ديسمبر 2013 على موقع واي باك مشين. |

## التلسكوبات المقترحة
| الاسم                               | الموقع                  | نطاق التردد | ملاحظات |
| ----------------------------------- | ----------------------- | ----------- | --- |
| 30m Sub-Millimeter Telescope (TSMT) | China                   |             | A 30m aperture sub-millimeter telescope (TSMT) with an active reflector has been proposed in China. |
| LOFAR Super Station (LSS)           | Nançay, France          | 10-80 MHz   | The Nancay radio astronomy observatory and associated laboratories are developing the concept of a "Super Station" for extending the LOFAR station now installed and operational in Nancay. The LOFAR Super Station (LSS) will increase the number of high sensitivity long baselines, provide short baselines and an alternate core, and be a large standalone instrument. It will operate in the low frequency band of LOFAR (30-80 MHz) and extend this range to lower frequencies. |
| مصفوف الكيلومتر المربع (SKA)        | Australia, South Africa | 0.05–30 GHz | This array, if built, would be 50 times more sensitive and 10,000 times faster than any other radio telescope. |